# Wiktor Rschaksynskyj
Wiktor Rschaksynskyj (russisch Виктор Ржаксинский, auch als Wiktor Rjaksinski geschrieben; * 28. Oktober 1967 in Krementschuk) ist ein ehemaliger sowjetischer und ukrainischer Radrennfahrer.
1990 hatte Wiktor Rschaksynskyj erste internationale Erfolge, als er Dritter in der Gesamtwertung der Tour de Hainaut wurde und Zweiter der Cinturón Ciclista Internacional a Mallorca.
Im Jahr darauf wurde Rschaksynskyj bei den UCI-Straßen-Weltmeisterschaften 1991 in Stuttgart Weltmeister im Straßenrennen der Amateure und gewann die Internationale Friedensfahrt. Noch im selben Jahr wurde er Profi, konnte sich allerdings als solcher nicht etablieren. 1993 beendete er seine Radsport-Karriere.